# Давидия
Давидия (лат. Davidia) — монотипный род растений подсемейства Ниссовые (Nyssoideae) семейства Кизиловые (Cornaceae). Единственный вид — Давидия покрывальная, или обёрточная, или обёртковая (Davidia involucrata).
Род назван в честь французского миссионера и ботаника Армана Давида.

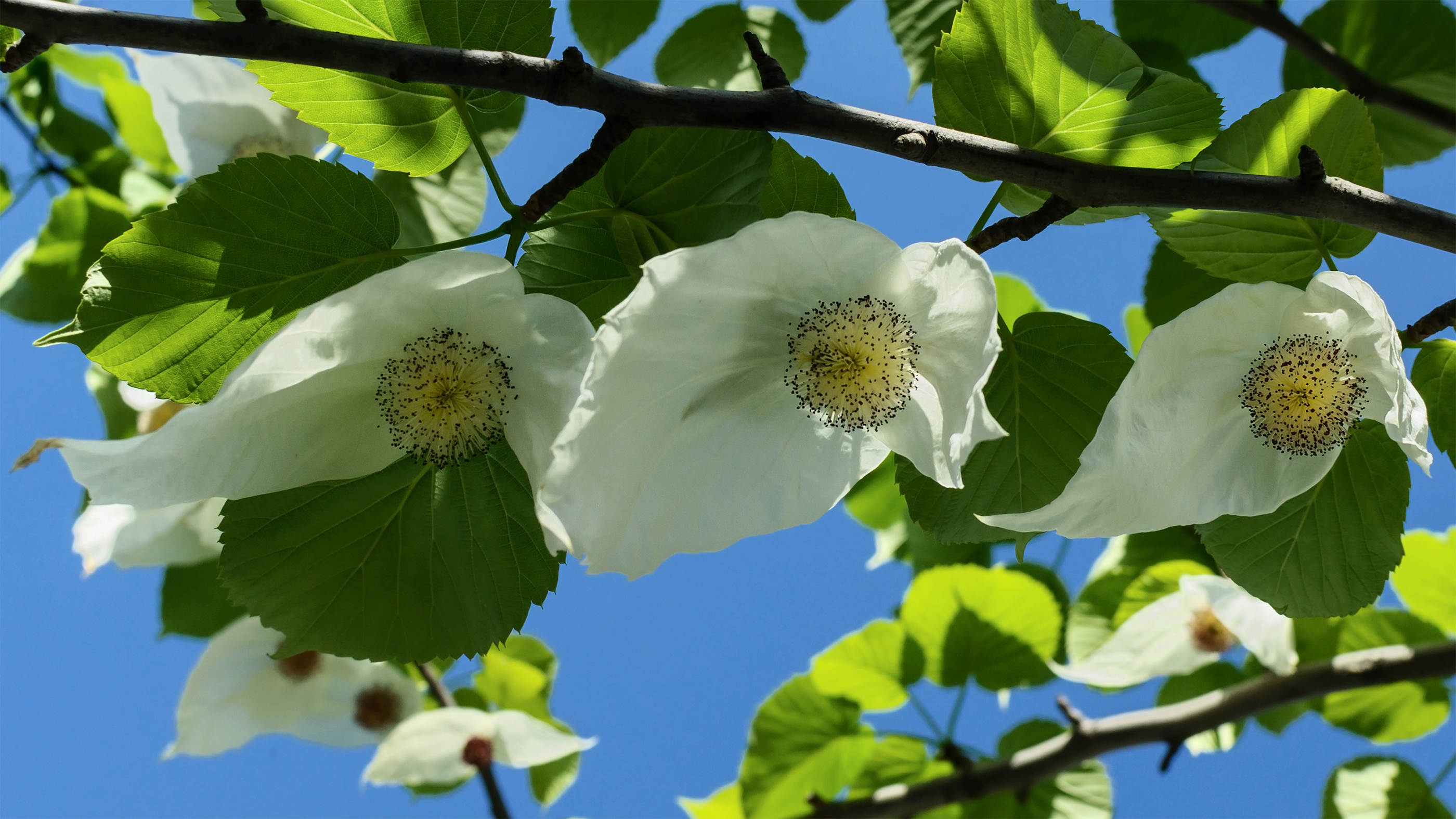
Соцветия давидии с прицветниковыми листами

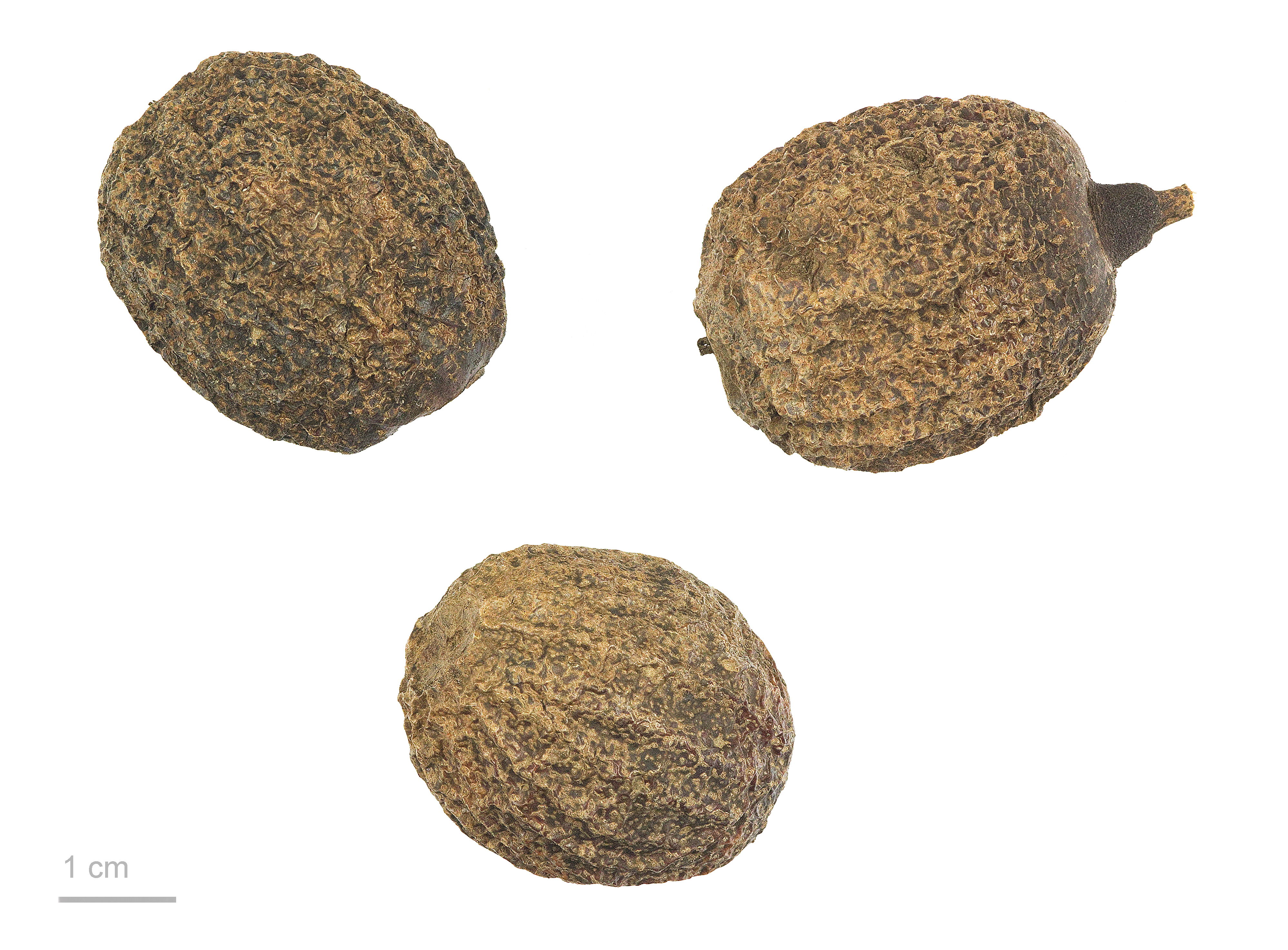
Плоды давидии в Тулузском музее

## Распространение
Растение встречается в горах в центральной части и на западе Китая (провинции Гуйчжоу, Хубэй, Хунань, Сычуань и Юньнань). Чёрные соцветия на фоне больших белых прицветниковых листов напоминают мордочки больших панд, поэтому в Китае это растение нередко называют «большой пандой растительного мира» (кит. упр. 植物界大熊猫) или «большой зелёной пандой».
Во многих странах культивируется в качестве садового растения.

## Ботаническое описание
Листопадное дерево высотой до 25 м. Листья простые, пильчатые, сердцевидные, напоминающие листья липы.
Цветки собраны в шаровидные соцветия диаметром до 2 см с двумя крупными прицветниковыми листами белого цвета длиной до 25 см.
Плод — многокостянка с длинной, до 10 см, плодоножкой. Один плод содержит от 3 до 6 семян с очень твёрдой оболочкой.